# キンクス (アルバム)
『キンクス』（Kinks）は、1964年にリリースされた、キンクスのデビュー・アルバム。オリジナル曲とカヴァー曲が半々収録された。
中でも「ユー・リアリー・ガット・ミー」は、最初の2枚のシングルがヒットしなかったのは「音が上品過ぎた為」と判断し、剃刀で傷をつけたアンプで録音したという逸話が残る。この曲は大ヒットし、その後ヴァン・ヘイレンをはじめとする多くのアーティストにカヴァーされ、日本でもCMなどでいまだ耳にする機会が多い。
上記のサードシングルのヒットにともないパイ・レーベルはファーストアルバムのレコーディングを要求する。ツアー契約の合間をぬってアルバムの完成のために用意できる時間は短いものであった。プロデューサーのシェル・タルミーは資金を分散投資すると共にテスト済みであるセッションミュージシャンを用意し、危険を防いだ。レイによると「ストップ・ユア・ソビング」を除く曲のドラムをボビー・グラハムが担当、ピアノをペリー・フォードが担当したとのこと。「ボールド・ヘデッド・ウーマン」では12弦ギターにジミー・ペイジ、ハモンド・オルガンにジョン・ロードを加え、プロ感覚を加えたという。
アメリカでは、リプリーズから数曲カットして、ユー・リアリー・ガット・ミー(You Really Got Me)のタイトルで発売された。

## 曲名
1. ビューティフル・デライラ - Beautiful Delilah (C. Berry) 2:07
2. ソー・ミスティファイング - So Mystifying (R. Davies) 2:53
3. ジャスト・キャント・ゴー・トゥ・スリープ - Just Can't Go To Sleep (R. Davies) 1:58
4. ロング・トール・ショーティ - Long Tall Shorty (H. Abramson, D. Covay) 2:50
5. アイ・トゥック・マイ・ベイビー・ホーム - I Took My Baby Home (R. Davies) 1:48
6. アイム・ア・ラヴァー・ノット・ア・ファイター - I'm A Lover Not A Fighter (J. Miller) 2:03
7. ユー・リアリー・ガット・ミー - You Really Got Me (R. Davies) 2:13
8. キャデラック - Cadillac (E. McDaniel) 2:44
9. ボールド・ヘデッド・ウーマン - Bald Headed Woman (Trad/Arr S. Talmy) 2:41
10. リヴェンジ - Revenge (R. Davies, L. Page) 1:29
11. トゥー・マッチ・モンキー・ビジネス - Too Much Monkey Business (C. Berry) 2:16
12. ドライヴィング・オン・ボールド・マウンテン - I've Been Driving On Bald Mountain (Trad/Arr S. Talmy) 2:01
13. ストップ・ユア・ソビング - Stop Your Sobbing (R. Davies) 2:06
14. ガット・ラヴ・イフ・ユー・ウォント・イット - Got Love If You Want It (J. Moore) 3:46

1、4、6、12の4曲ではデイヴがリード・ヴォーカルを担当
ボーナス・トラック 
1. ロング・トール・サリー - Long Tall Sally (Robert Blackwell, Enotris Johnson, Richard Penniman) 2:12
2. ユー・スティル・ウォント・ミー - You Still Want Me (Davies) 1:59
3. ユー・ドゥー・サムシング・トゥ・ミー - You Do Something to Me (Davies) 2:24
4. それでいいのさ - It's Alright (Davies) 2:37
5. オール・オブ・ザ・ナイト - All Day and All of the Night (Davies) 2:23
6. アイ・ガッタ・ムーヴ - I Gotta Move (Davies) 2:22
7. ルイ・ルイ - Louie, Louie (Richard Berry) 2:57
8. アイ・ガッタ・ゴー・ナウ - I Gotta Go Now (Davies) 2:53
9. シングス・アー・ゲッティング・ベター - Things Are Getting Better (Davies) 1:52
10. アイヴ・ガット・ザット・フィーリング - I've Got That Feeling (Davies) 2:43
11. トゥー・マッチ・モンキー・ビジネス - Too Much Monkey Business (C. Berry) 2:10
12. アイ・ドント・ニード・ユー・エニー・モア - I Don't Need You Any More (Davies) 2:10

UK release: 1964年10月2日 (Pye NPL 18096 mono: NSPL 83021 stereo)

## アメリカ盤
1. ビューティフル・デライラ - Beautiful Delilah (C. Berry) 2:07
2. ソー・ミスティファイング - So Mystifying (R. Davies) 2:53
3. ジャスト・キャント・ゴー・トゥ・スリープ - Just Can't Go To Sleep (R. Davies) 1:58
4. ロング・トール・ショーティ - Long Tall Shorty (H. Abramson, D. Covay) 2:50
5. ユー・リアリー・ガット・ミー - You Really Got Me (R. Davies) 2:13
6. キャデラック - Cadillac (E. McDaniel) 2:44
7. ボールド・ヘデッド・ウーマン - Bald Headed Woman (Trad/Arr S. Talmy) 2:41
8. トゥー・マッチ・モンキー・ビジネス - Too Much Monkey Business (C. Berry) 2:16
9. ドライヴィング・オン・ボールド・マウンテン - I've Been Driving On Bald Mountain (Trad/Arr S. Talmy) 2:01
10. ストップ・ユア・ソビング - Stop Your Sobbing (R. Davies) 2:06
11. ガット・ラヴ・イフ・ユー・ウォント・イット - Got Love If You Want It (J. Moore) 3:46

US release: 1964年11月 (Reprise R-6143 mono: RS-6143 stereo)